# Херхеулидзев, Захар Семёнович
Князь Захар (Захарий) Семёнович Херхеулидзев (1797—1856) — генерал-майор русской императорской армии, керченский градоначальник, владелец урочища Парадиз в Судакской долине.

## Биография
Происходил из грузинских князей Херхеулидзе, сын коллежского советника князя Семена Захаровича Херхеулидзева, участника русско-турецкой войны; брат фрейлины Клеопатры Херхеулидзевой, Александра Мордвинова и известной красавицы Татьяны Вейдемейер.
В военную службу вступил 16 августа 1817 года в армейскую пехоту. Почти сразу же переведен в лейб-гвардии Преображенский полк.
В 1818 году был посвящён в масонство в петербургской ложе «Орла российского», которой руководил П. Г. Гагарин.
С 1823 года служил (адъютант, затем военный чиновник по особым поручениям) при М. С. Воронцове.
В 1828—1829 годах в чине полковника принимал участие в кампании против турок, за боевые отличия был награждён орденами св. Владимира 4-й степени с бантом и св. Анны 2-й степени, 20 ноября 1828 года получил золотую шпагу с надписью «За храбрость».
Один из участников подавления Чумного бунта в Севастополе (1830).
Вскоре по окончании войны Херхеулидзев перешёл на гражданскую службу. В 1834 году получил чин статского советника, а ещё через год — действительного статского советника.
30 апреля 1841 года был переименован в генерал-майоры (со старшинством от 16 апреля 1844 года) и назначен на должность керчь-еникальского градоначальника, занимал эту должность до 27 января 1850 года.
В 1849 году Орловский военный и гражданский губернатор. С 27.1.1850 до 21.4.1850 военный губернатор г. Минска, Минский гражданский губернатор. С 21 января 1850 года до 3 июня 1852 года (по другим сведениям с 1851 по 1855) — военный губернатор города Смоленска и Смоленский гражданский губернатор. С началом Крымской войны князь Херхеулидзев был назначен состоять в распоряжении главнокомандующего Южной армией генерала М. Д. Горчакова. Заведуя госпиталями, заразился тифом.

По отзыву современника, Херхеулидзев
мог бы быть удивительным сюжетом для романа; храбр, как клинок, глуп донельзя, но, после приобретения наружной петербургской политуры, с большими претензиями на ум, на знания, на талант, даже на красное слово. Был он в своей жизни адъютантом, губернатором, механиком, ваятелем, живописцем, хозяином и по всему этому сделался в России известным свою неспособностью.
Скончался 2 апреля 1856 года в Симферополе от тифозной горячки и был похоронен на Старом христианском кладбище.

## Семья
Во время службы в Керчи обвенчался в Троицком соборе с Лидией Григорьевной, дочерью местного богача
Г. С. Кушникова, которая принесла мужу хорошее состояние. У них было четверо детей: сын Николай и дочери Надежда, София и Александра. Старшая дочь наделала много шума в обществе, уйдя от своего мужа Д. П. Засецкого к князю Льву Голицыну.

## Память
- Его имя носила улица Херхеулидзевская в Керчи (ныне — улица Айвазовского).
- В честь Херхеулидзева установлена памятная доска в Феодосии.